# Joel Vieira Pereira
Joel Vieira Pereira (Vila Nova de Gaia, 28 settembre 1996) è un calciatore portoghese, difensore del Lech Poznań.

## Caratteristiche tecniche
È un terzino destro dalle caratteristiche molto offensive.

## Carriera
Cresciuto nelle giovanili del Porto, nel 2013 passa al Vitória Guimarães. Con i bianconeri esordisce fra i professionisti il 22 agosto 2015 disputando con la squadra riserve l'incontro di Segunda Liga pareggiato 0-0 contro il Freamunde. 
Il 31 maggio 2021 firma un contratto fino al 2025 con i polacchi del Lech Poznań. Esordisce con i kolejorz il 23 luglio seguente, disputando l'intero incontro pareggiato per 0-0 contro il Radomiak Radom. Alla seconda giornata, nella trasferta di Zabrze contro il Górnik, riceve un cartellino rosso per un violento intervento su un avversario che gli costa tre giornate di squalifica. 
Il 2 maggio 2022 disputa da titolare la finale di Puchar Polski contro il Raków Częstochowa, dove i kolejorz vengono sconfitti per 1-3 dai rossoblu. Pochi giorni più tardi, tuttavia, arriva un grande riscatto, visto che i kolejorz si laureano campioni di Polonia per l'ottava volta nella loro storia.

## Statistiche

### Presenze e reti nei club
Statistiche aggiornate al 19 marzo 2023.
| Stagione                   | Squadra                    | Campionato                 | Campionato | Campionato | Coppe nazionali | Coppe nazionali | Coppe nazionali | Coppe continentali | Coppe continentali | Coppe continentali | Altre coppe | Altre coppe | Altre coppe | Totale | Totale | Totale |
| Stagione                   | Squadra                    | Comp                       | Pres       | Reti       | Comp            | Pres            | Reti            | Comp               | Pres               | Reti               | Comp        | Pres        | Reti        | Pres   | Reti   |        |
| -------------------------- | -------------------------- | -------------------------- | ---------- | ---------- | --------------- | --------------- | --------------- | ------------------ | ------------------ | ------------------ | ----------- | ----------- | ----------- | ------ | ------ | ------ |
| 2015-2016                  | Vitória Guimarães B        | LdH                        | 17         | 0          |                 | -               | -               |                    | -                  | -                  |             | -           | -           | 17     | 0      |        |
| 2016-gen. 2017             | Vitória Guimarães B        | LdH                        | 3          | 0          |                 | -               | -               |                    | -                  | -                  |             | -           | -           | 3      | 0      |        |
| Totale Vitoria Guimarães B | Totale Vitoria Guimarães B | Totale Vitoria Guimarães B | 20         | 0          |                 | -               | -               |                    | -                  | -                  |             | -           | -           | 20     | 0      |        |
| gen.-giu. 2017             | Académico de Viseu         | LdH                        | 6          | 0          | CP+CdL          | 0               | 0               |                    | -                  | -                  |             | -           | -           | 6      | 0      |        |
| 2017-2018                  | Académico de Viseu         | LdH                        | 28         | 0          | CP+CdL          | 0+1             | 0               |                    | -                  | -                  |             | -           | -           | 29     | 0      |        |
| Totale Academico Viseu     | Totale Academico Viseu     | Totale Academico Viseu     | 34         | 0          |                 | 1               | 0               |                    | -                  | -                  |             | -           | -           | 35     | 0      |        |
| 2018-2019                  | Doxa Katōkopias            | A                          | 30         | 0          | CC              | 2               | 0               |                    | -                  | -                  |             | -           | -           | 32     | 0      |        |
| 2019-gen. 2020             | Omonia                     | A                          | 1          | 0          | CC              | 2               | 0               |                    | -                  | -                  |             | -           | -           | 3      | 0      |        |
| gen.-giu. 2020             | Spartak Trnava             | SL                         | 3          | 0          | CS              | 0               | 0               |                    | -                  | -                  |             | -           | -           | 3      | 0      |        |
| 2020-2021                  | Gil Vicente                | PL                         | 32         | 0          | CP              | 4               | 0               |                    | -                  | -                  |             | -           | -           | 36     | 0      |        |
| 2021-2022                  | Lech Poznań                | E                          | 28         | 0          | PP              | 4               | 0               |                    | -                  | -                  |             | -           | -           | 32     | 0      |        |
| 2022-2023                  | Lech Poznań                | E                          | 23         | 0          | PP              | 1               | 0               |                    | -                  | -                  |             |             |             | 24     | 0      |        |
| Totale Lech Poznan         | Totale Lech Poznan         | Totale Lech Poznan         | 51         | 0          |                 | 5               | 0               |                    |                    |                    |             |             |             | 56     | 0      |        |
| Totale carriera            | Totale carriera            | Totale carriera            | 171        | 0          |                 | 14              | 0               |                    | -                  | -                  |             | -           | -           | 185    | 0      |        |

## Palmarès

### Club

#### Competizioni nazionali
- Campionato polacco: 2

Lech Pozn 2021-2022, 2024-2025